# Festival AAaaa
Festival AAaaa je prvi festival ekstremnih i zelenih sportova, u organizaciji udruženja „BiD”, koji okuplja na jednom mestu avanturiste, sportiste, rekreativce i sve one koji vole da uživaju u prirodi, sportu i zabavi pod otvorenim nebom. Godine 2017. ova outdoor avantura na Fruškoj gori, u svom prvom izdanju privukla preko 1200 posetilaca i 680 drugih učesnika.
Ovaj festival usmeren je na promociju ekstremnih sportova i zdravog načina života i raznih zabavnih aktivnosti u prirodi koje svim posetiocima pružaju mogućnost da dožive neko novo iskustvo, nauče nove veštine i dobro se zabave.
Ove godine, „AAaaa” festival će se održati od 30. juna u 10 časova, do 1. jula u 20 časova, na izletištu Stražilovo, kod planinarskog doma „Stražilovo” i u Bike Park-u Bukovac.

## Festivalske aktivnosti
Tokom trajanja festivala, posetioci će imati priliku da se oprobaju u sledećim aktivnostima:
- -u
- Penjanju uz veštačku stenu
- Spuštanju zip lajnom
- Jogi
- Noćnoj šetnji kroz Frušku goru
- -u
- Streličarstvu
- MTB biciklizmu
- AAaaa trci
- Takmičenju u vuči kanapa
- Takmičenju u lenčarenju
- Krav Magi
- UGRIP Adrenalin zoni
- Puštanju zmajeva
- Kampovanju

AAaaa trka, takmičenje u vuči kanapa i takmičanje u lenčarenju su discipline gde će biti testirani spremnost i takmičarski duh posetilaca festivala. 

## Nagrade
Najbolji takmičari će osvojiti neko od sledećih zanimljivih nagrada:
- Vožnju paraglajderom
- Vožnju helikopterom
- Skijanje na vodi
- Istraživanje katakombi
- Vožnju kartingom

## Spoljašnje veze
- Zvanični veb-sajt